# Osbeckia lanata
Osbeckia lanata är en tvåhjärtbladig växtart som beskrevs av Arthur Hugh Garfit Alston. Osbeckia lanata ingår i släktet Osbeckia och familjen Melastomataceae. Inga underarter finns listade i Catalogue of Life.